# T. S. Ashton
Thomas Southcliffe Ashton, né le 11 janvier 1899 à Ashton-under-Lyne et mort à Oxford le 22 septembre 1968, est un historien de l'économie britannique. Son livre le plus connu est The Industrial Revolution qui étudie la période 1760 à 1830. Un prix scientifique de l'Economic History Society porte son nom. 

## Biographie
T.S. Ashton fait ses études secondaires dans sa ville natale. Il obtient une bourse d'études et étudie l'histoire et l'économie politique à l'université de Manchester, où il obtient un master en 1910.
Il enseigne à l'université de Sheffield de 1912 à 1919, puis aux universités de Birmingham (1919-1921) et de Manchester (1921-1944). Il est professeur d'histoire de l'économie à la London School of Economics de 1944 jusqu'à sa retraite académique, en 1954.
Il meurt à Oxford le 22 septembre 1968.

## Prix T.S. Ashton
Il lègue une somme d'argent à la Economic History Society, qui fonde le prix qui porte son nom.

## Publications
- Iron and Steel in the Industrial Revolution (1924)
- The Coal Industry (avec Joseph Sykes) (1929)
- Economic and Social Investigations in Manchester 1833-1933 (1934)
- An Eighteenth-Century Industrialist: Peter Stubs of Warrington 1756 - 1806 (1939)
- The Industrial Revolution (1760-1830) (1948, 1997) online edition
- An Economic History of the Eighteenth Century (1955) online edition
- Economic Fluctuations in England 1700-1800 (1959) edited by EB Schumpeter
- English Overseas Trade Statistics 1697-1808 (1960)

## Distinctions
Il est docteur honoris causa des universités de Nottingham (1963), Manchester (1964), et Stockholm (1964).